# باسكونيانا
بلدية باسكونيانا (بالإسبانية: Bascuñana)‏، هي إحدى بلديات مقاطعة برغش، التي تقع في منطقة قشتالة وليون، والتي تقع في شمال غرب إسبانيا.
يبلغ عدد سكانها 62 نسمة وفقاً لإحصائية سنة (2002).